# Masłowo (Śrem)
Pour les articles homonymes, voir Masłowo.
Masłowo (prononciation : [maˈswɔvɔ], en allemand : Blütenau) est un village polonais de la gmina de Dolsk dans le powiat de Śrem de la voïvodie de Grande-Pologne dans le centre-ouest de la Pologne.
Il se situe à environ 4 kilomètres au nord de Dolsk (siège de la gmina), à 9 kilomètres au sud-est de Śrem (siège du powiat) et à 45 kilomètres au sud de Poznań (capitale régionale).

## Histoire
De 1975 à 1998, le village faisait partie du territoire de la voïvodie de Poznań.

Depuis 1999, Masłowo est situé dans la voïvodie de Grande-Pologne.
Le village possède une population de 270 habitants.